# 北高加索酋長國
北高加索酋長國（俄语：Северо-Кавказский эмират），是俄羅斯車臣伊斯蘭主義者在俄國內戰時於車臣與西達吉斯坦成立的國家，由1919年9月至1920年3月存在。
首都設在韦杰诺，領導人是烏宗·哈吉（俄语：Узун-Хаджи），他的頭銜是北高加索伊瑪目及埃米爾·謝赫烏宗·哈伊爾·哈吉·汗。
在1918年中，白軍開始轉移到北高加索，烏宗·哈吉與一隊部隊支隊反對鄧尼金。1919年9月，烏宗·哈吉宣布在鄂圖曼帝國蘇丹穆罕默德六世保護下成立獨立君主制的北高加索酋長國，與卡巴爾達和南奧塞梯武裝分子，並與格魯吉亞建立外交關係，但是蘇聯紅軍駐扎在國內，同時也依賴布爾什維克黨的援助。
在1920年1月，酋長國的軍事和經濟形勢已經開始惡化，烏宗·哈吉在蘇聯承諾自治後同意酋長國併入蘇聯后，很快就去世了，之後酋長國改組為山區蘇維埃社會主義自治共和國。